# Lauterach (Vorarlberg)
Lauterach, früher Lautrach geschrieben, ist eine Marktgemeinde im österreichischen Bundesland Vorarlberg mit 10.568 Einwohnern (Stand 1. Jänner 2025). Die Marktgemeinde liegt im nördlichen Teil des Vorarlberger Rheintals im Bezirk Bregenz zwischen den beiden Städten Bregenz im Norden und Dornbirn im Süden.

## Geografie
Lauterach liegt im westlichsten Bundesland Österreichs, Vorarlberg, im Bezirk Bregenz südlich des Bodensees auf 412 Metern Höhe. 0,3 % der Fläche sind bewaldet.
Es existieren keine weiteren Katastralgemeinden in Lauterach.

### Nachbargemeinden
Die Marktgemeinde Lauterach grenzt an sieben andere Vorarlberger Gemeinden. Davon befinden sich fünf im Bezirk Bregenz und zwei im angrenzenden Bezirk Dornbirn.
| Hard          | Bregenz                                     | Kennelbach |
| Fußach        | Kompassrose, die auf Nachbargemeinden zeigt | Wolfurt    |
| Lustenau (DO) | Dornbirn (DO)                               |            |

## Geschichte
In dem im Rheindelta gelegenen Lauteracher Ried (siehe unten bei „Naturdenkmäler“) wurde 1880 beim Torfstechen ein Münzdepot gefunden. 24 keltische und gallo-römische Silberdenare aus der Zeit des 2. bis 4. Viertels des 2. Jahrhunderts v. Chr. waren enthalten, die jüngste stammte aus 110/106 v. Chr. Drei der Münzen sind vom Typus Quinarius nummus (Silberquinar). Einige Schmuckgegenstände (ein Bronzering, ein silberner Fingerring, ein Armreif aus Silberdraht und ein ebenfalls silbernes Fibelpaar), die vermutlich aus einer italischen Produktion stammen, waren ebenfalls im Depot vorhanden.
Die Silberfibeln waren offenbar die Vorlagen für nördlich der Alpen angefertigte gleichartige Objekte. Ob es sich bei diesem Depot, das um etwa 100 v. Chr. keltisch angelegt wurde, da die Römer in dieser Zeit noch keinen Fuß in das Gebiet gesetzt haben, um eine religiös motivierte Weihegabe oder um eine Verwahrung in einem Schatzversteck handelte, ist in der Forschung umstritten.
Ende des 5. Jahrhunderts kam es zur Gründung der Dorfgenossenschaft. Eine erste geschichtliche Erwähnung unter dem Namen „Lutaraha“ fand man aus dem Jahr 853.
Später regierten die Habsburger die Orte in Vorarlberg wechselnd von Tirol und Vorderösterreich (Freiburg im Breisgau) aus. Bis 1806 gehörte Lauterach zur Region Hofsteig, der Sitz des Hofsteiggerichtes befand sich in Lauterach.
Von 1805 bis 1814 gehörte der Ort zu Bayern, dann wieder zu Österreich. Zum österreichischen Bundesland Vorarlberg gehört Lauterach seit der Gründung 1861.
Nach einer Aufzeichnung des Landammann Schneider aus dem Jahr 1808 hatte Lauterach 790 Einwohner, 157 Häuser und 341 Kühe.
Von 1835 bis 1841 bestand im Ortsteil Lerchenau ein für damalige Zeiten nobles Heilbad (Schwefelquelle mit Eisenbestandteilen). Es war vom Fabrikanten Anselm Brielmayer gegründet worden, musste aber bereits nach wenigen Jahren mangels zahlungskräftiger Kunden wieder geschlossen werden. 1850 brannte die Heilbadanlage ab.
Der Ort war von 1945 bis 1955 Teil der französischen Besatzungszone in Österreich.
1985 wurde Lauterach zur Marktgemeinde erhoben.

## Kultur und Sehenswürdigkeiten

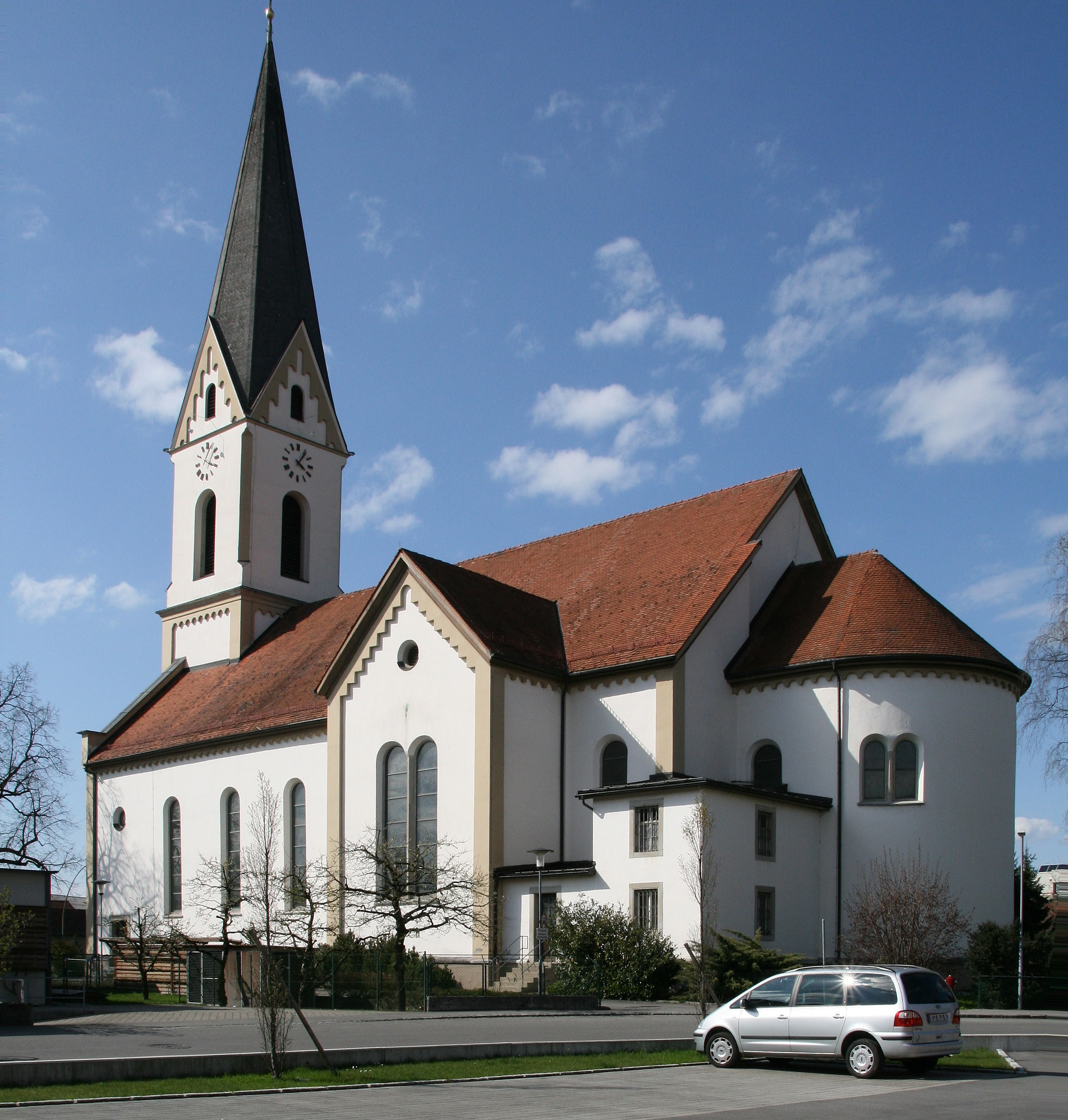
Pfarrkirche Lauterach

- Katholische Pfarrkirche Lauterach hl. Georg
- Kunst im Rohnerhaus: Eine Privatstiftung beherbergt vor allem Werke von Vorarlberger Künstlern ab dem 17. Jahrhundert.
- Lourdeskapelle in der Kapellenstraße

### Natur
Im Südwesten von Lauterach befindet sich das Natura-2000-Gebiet Lauteracher Ried, das mit einer Ausdehnung von ca. 580 Hektar einen wichtigen Naherholungsraum für die Bevölkerung der Region darstellt (das Lauteracher Ried im Gesamten hat ungefähr 800 Hektar).
Für seltene Vögel wie den Brachvogel, Uferschnepfe, Bekassine, Kiebitz, Lerche, Schwarz- und Braunkehlchen, Schafstelze und den europaweit vom Aussterben bedrohten Wachtelkönig stellt das Lauteracher Ried ein wichtiges Brutgebiet dar.
Im Lauteracher Ried liegt der Jannersee. An der Stelle des heutigen Badesees wurde von 1959 bis 1961 durch die Firma Janner Kies abgebaut.

### Sport

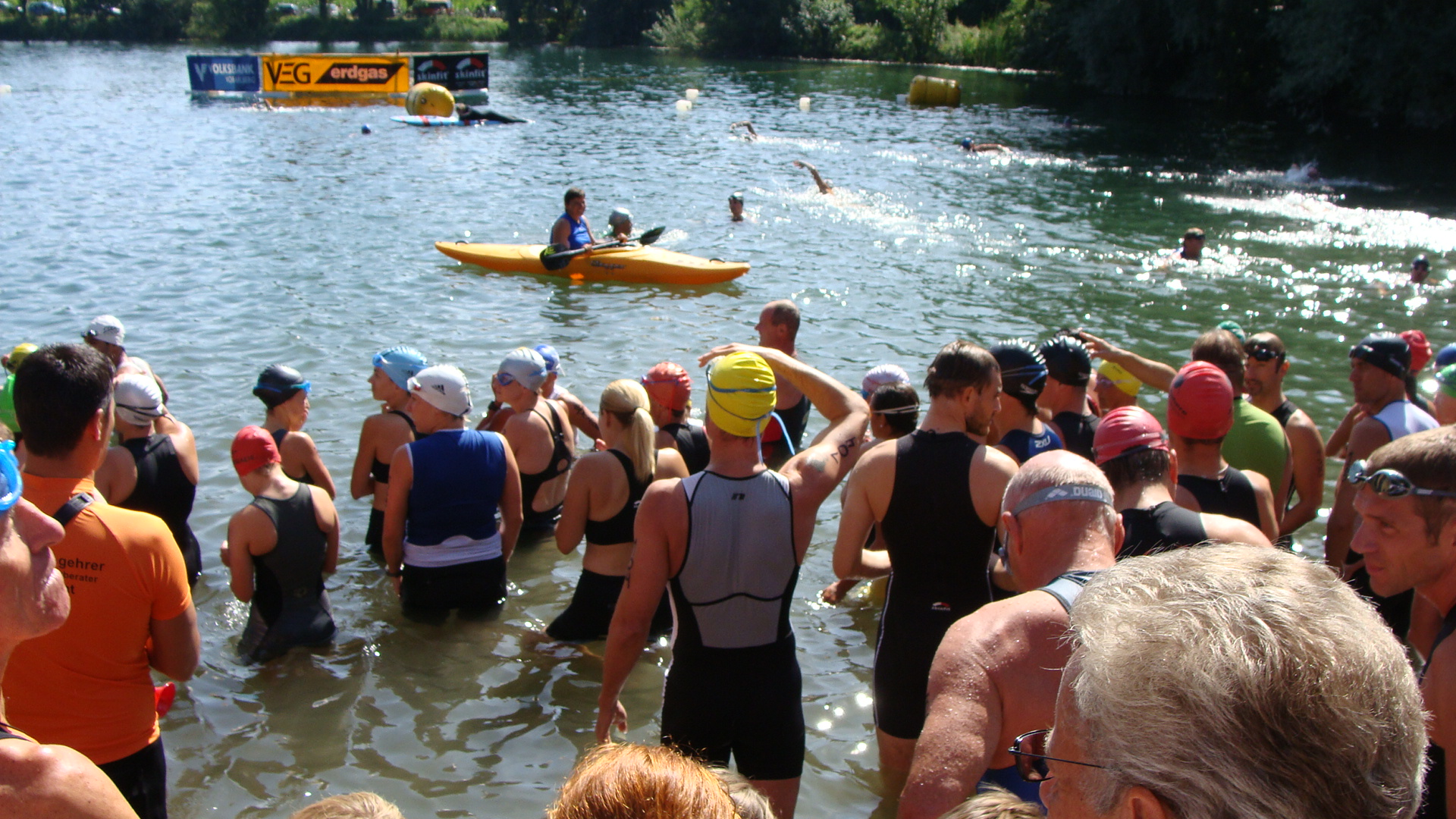
Jannersee-Triathlon 2009

Jährlich im August findet seit 1994 in Lauterach der Jannersee-Triathlon statt. Bei diesem Wettkampf für „Jedermann“ im Lauteracher Ried wird ein Triathlon über die Distanzen 400 m Schwimmen, 16 km Radfahren und 4 km Laufen als Vorarlberger Triathlon-Landesmeisterschaft ausgetragen. 2009 waren auch die beiden Profi-Triathleten Yvonne van Vlerken und Peter Schoissengeier mit am Start.

## Wirtschaft und Infrastruktur
Am Ort gab es im Jahr 2003 208 Betriebe der gewerblichen Wirtschaft mit 3410 Beschäftigten und 179 Lehrlingen. Lohnsteuerpflichtige Erwerbstätige gab es 4243.
Landwirtschaft spielt eine wichtige Rolle. Der Anteil der landwirtschaftlichen Flächen an der Gesamtfläche liegt bei 74,4 %.

### Unternehmen
- Hermann Pfanner Getränke: Fruchtsäfte u. a.
- Flatz Verpackungen
- Gebrüder Weiss (Konzernzentrale): Transport und Logistik
- i+R Gruppe: Bauunternehmen
- Huppenkothen Baumaschinen

### Verkehr

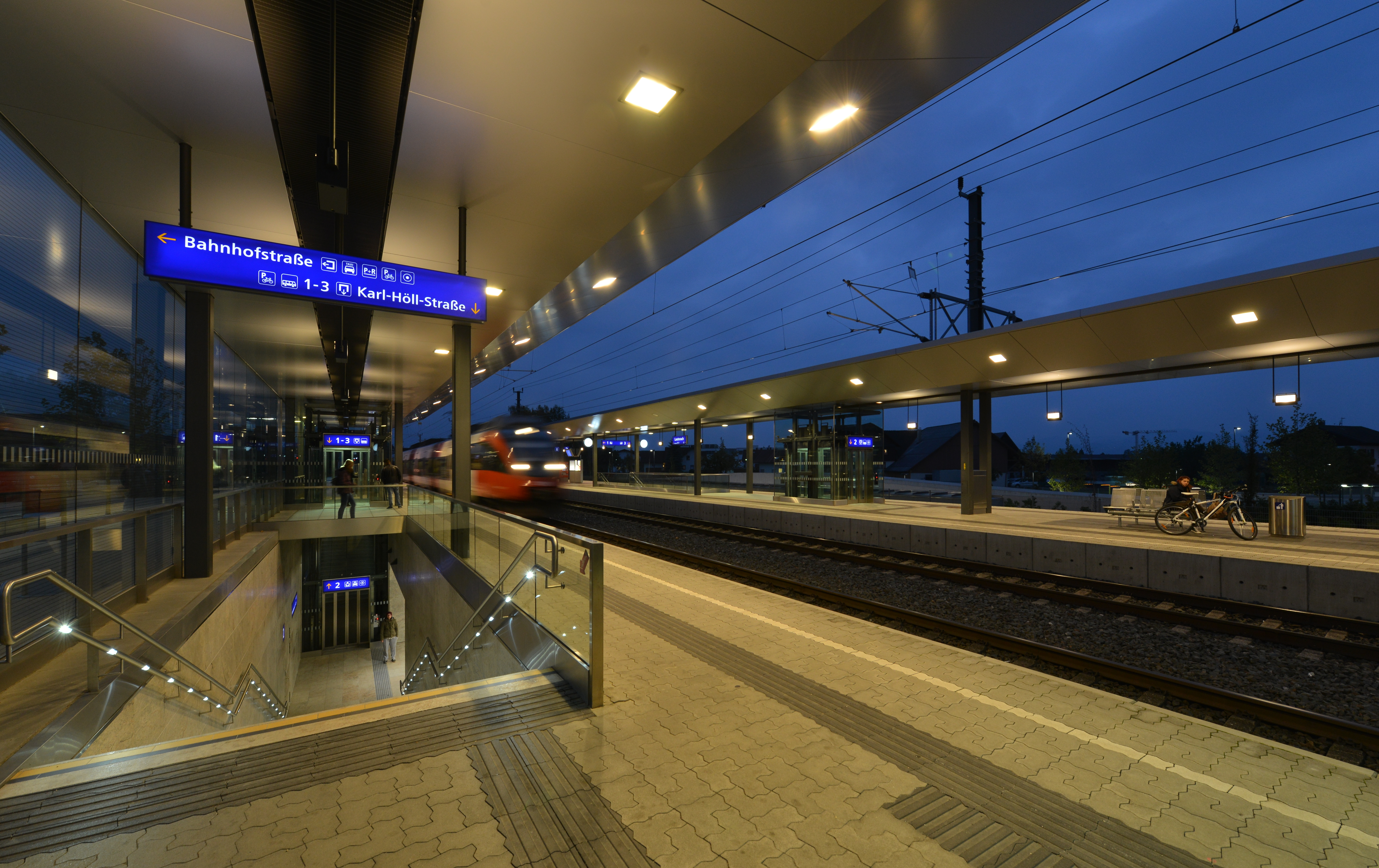
Bahnhof Lauterach, 2015

Der Bahnhof Lauterach liegt an der Bahnstrecke Lindau–Bludenz und wird von Zügen der S1 in Richtung Lindau bzw. Bludenz bedient. Im Ortsgebiet von Lauterach mündet außerdem die Bahnstrecke St. Margrethen–Lauterach aus Richtung Schweiz in die aus Bludenz kommende Strecke ein, eine zusätzliche Verbindungskurve ermöglicht direkte Fahrten aus Richtung Bludenz in Richtung St. Margrethen und umgekehrt. Am 5. September 2022 ging mit Lauterach-Unterfeld eine neue Haltestelle in Betrieb, die von der S3 bedient wird.
Lauterach wird zudem von mehreren Linien des Landbus Unterland bedient.

### Medien
In Lauterach betreibt der ORF eine Sendeanlage für UKW.
Als Antennenträger wird ein 116 Meter hoher abgespannter und gegen Erde isolierter Stahlfachwerkmast verwendet. Der Sendemast ist gegen Erde isoliert, da bis zum 1. Jänner 1995 von dieser Sendeanlage das Programm Radio Vorarlberg des ORF auf der Mittelwellenfrequenz 1026 kHz verbreitet wurde. Daneben befindet sich ein kleinerer gegen Erde isolierter abgespannter Stahlfachwerkmast mit einer runden Dachkapazität, der als Reserveantenne für Mittelwelle diente. Von dieser Sendeanlage waren auch analoges Fernsehen und Digitales Fernsehen für Handhelds (DVB-H) in Betrieb, bis diese am 14. April 2008 bzw. 31. Dezember 2010 abgeschaltet wurden.
Die Sendeanlage steht heute unter Denkmalschutz, da diese eine historische Bedeutung hat und möglicherweise die älteste noch bestehende Sendeanlage des ORF ist. Der Sendeturm war von französischen Truppen nach dem Zweiten Weltkrieg erbaut worden.
Bis zum Jahr 2007 war das Studio des Lokalsenders Ländle TV ebenfalls in Lauterach.

### Bildung
- 2 Volksschulen (VS Dorf und VS Unterfeld)
- Mittelschule
- BORG Lauterach
- Sonderpädagogisches Zentrum

Am Ort gab es (Stand Jänner 2003) 1064 Schüler, davon rund 290 (Stand 2007) an allgemeinbildenden höheren Schulen (AHS) und keine an berufsbildenden höheren Schulen. In Lauterach gibt es zudem sieben Kindergärten.

## Politik

### Gemeindevertretung
In Vorarlberg wählen die Bürger alle fünf Jahre die Mitglieder der Gemeindevertretung durch Ankreuzen eines Listen-Wahlvorschlages bzw. durch Mehrheitswahl wenn kein Listenvorschlag vorliegt. Weiters den Bürgermeister durch Ankreuzen eines Wahlvorschlages.
Die Gemeindevertretung wählt in der konstituierenden Sitzung aus ihrer Mitte – sofern keine Wahl durch die Bürger zustande kam – gemäß § 61 Gemeindegesetz einen Bürgermeister und dann einen mindestens dreiköpfigen Gemeindevorstand. Die Zahl dieser „Gemeinderäte“ darf aber gemäß § 55 den vierten Teil der Zahl der Gemeindevertreter nicht übersteigen.
Der Bürgermeister führt den Vorsitz bei den generell öffentlichen Sitzungen der Gemeindevertretung, in denen kommunale Belange besprochen und Beschlüsse gefasst werden. Beobachter haben kein Mitspracherecht und kein Stimmrecht. Die Gemeindevertretung kann nach Bedarf Ausschüsse bestellen. Sitzungen des Gemeindevorstandes und der Ausschüsse sind nicht öffentlich.

#### Sitzverteilung nach den Wahlen
- Gemeindevertretungswahlen 1985: ÖVP 17, SPÖ 6, FPÖ 4.[9]
- Gemeindevertretungswahlen 1990: ÖVP 15, FPÖ 5, SPÖ 4, Offene Liste 3.[10]
- Gemeindevertretungswahlen 1995: ÖVP 14, FPÖ 7, SPÖ 3, Offene Liste 2, LIF 1.[11]
- Gemeindevertretungswahlen 2000: ÖVP 14, FPÖ 7, SPÖ 4, Offene Liste 2.[12]
- Gemeindevertretungswahlen 2005: ÖVP 20, SPÖ 6, FPÖ 4.[13]
- Gemeindevertretungswahlen 2010: ÖVP 19, FPÖ 5, SPÖ 4, GRÜNE 2.[14]
- Gemeindevertretungswahlen 2015: ÖVP 15, FPÖ 9, GRÜNE 4, SPÖ 2.[15]
- Gemeindevertretungswahlen 2020: ÖVP 17, FPÖ 5, GRÜNE 4, SPÖ 2, HaK 2.[16]
- Gemeindevertretungswahlen 2025: ÖVP 19, FPÖ 7, GRÜNE 3, SPÖ 1.[17]

### Bürgermeister
- 1945–1950 August Stoppel[18]
- 1950–1960 August Dietrich[18]
- 1960–1977 Gebhard Greussing (ÖVP)[18]
- 1977–2003 Elmar Kolb (ÖVP)[18][19]
- seit 2003 Elmar Rhomberg (ÖVP)[18][20]

### Wappen
Der Gemeinde wurde 1924 folgendes Wappen verliehen: Ein blauer, von einer schmalen goldenen Randeinfassung umgebener Schild, vom rechten Ober- zum linken Untereck von einem gewellten silberfarbenen Flusse durchzogen, der auf jeder Seite von einer abgeledigten, nach rechts schwimmenden Ente mit goldenem Schnabel und ebensolchen Füßen begleitet wird.

## Persönlichkeiten
- Ernst Kolb (1912–1978), Politiker (ÖVP) und Professor für Staats- und Verwaltungsrecht
- Josef Kolb (1914–1994), Physiker und Rektor der Universität Innsbruck
- Edwin Lipburger (1928–2015), österreichischer Künstler (Kugelmugel)
- Helmut Pfanner (1928–1972), Architekt
- Kurt Greussing (* 1946), Sozialwissenschaftler
- Bruno Pezzey (1955–1994), 84-facher Fußballnationalspieler
- Gerald Grabherr (* 1968), Archäologe
- Christoph Hagen (* 1968), Politiker (TS, ehemals BZÖ, FPÖ) und Polizeibeamter
- André Pilz (* 1972), deutscher Schriftsteller
- Julian Knowle (* 1974), Tennisspieler, US-Open-Sieger im Doppel
- Eva Hammerer (* 1975), Politikerin (Grüne)
- Markus Weissenberger (* 1975), Fußballspieler
- Christian Hirschbühl (* 1990), Skirennläufer
- Veronika Morscher (* 1991), Singer-Songwriterin und Jazzsängerin
- Christina Hörburger (* 1996), Politikerin (ÖVP)